# Florian Holsboer

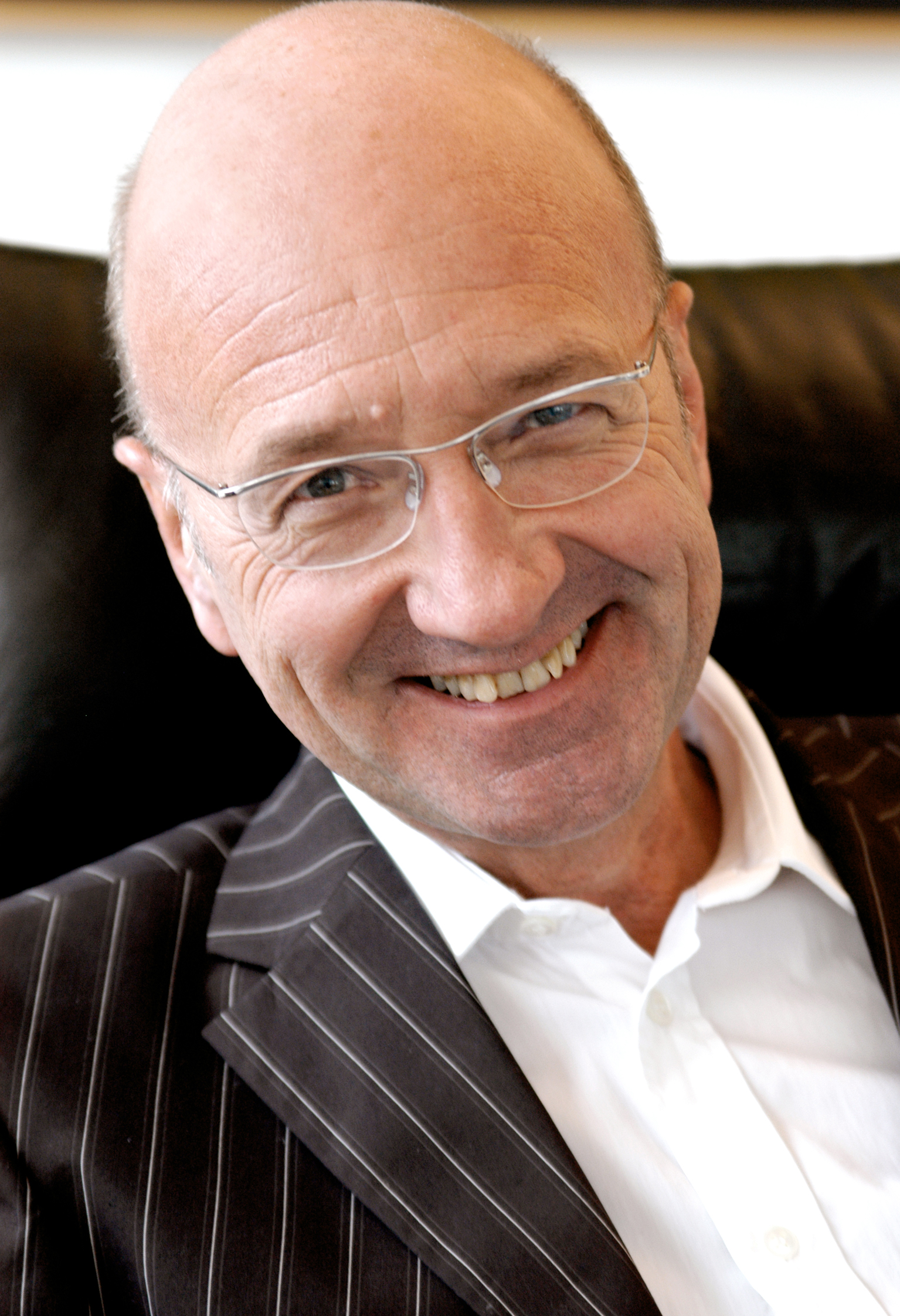
Florian Holsboer (2004)

Florian Holsboer (* 27. Mai 1945 in München) ist ein Schweizer Chemiker und Mediziner. Von 1989 bis 2014 war er Direktor des Max-Planck-Instituts für Psychiatrie in München. Von 2014 bis 2021 war er Geschäftsführer der 2010 von ihm und Carsten Maschmeyer gegründeten HMNC Brain Health GmbH.    

## Leben
Florian Holsboer ist der Sohn des Schweizer Schauspielers, Regisseurs und Theaterintendanten Willem Holsboer und dessen Frau Margot Holsboer, geb. Rupp, die ebenfalls Schauspielerin war. Sein Urgroßvater war Willem Jan Holsboer.
Nach dem Abitur am Münchner Luitpold-Gymnasium im Jahr 1965 studierte Holsboer bis 1971 Chemie. Anschließend war er wissenschaftlicher Assistent am Institut für anorganische Chemie der Ludwig-Maximilians-Universität München. Hier wurde er 1975 bei Wolfgang Beck mit einer Arbeit zu Anwendungen der Röntgenphotoelektronenspektroskopie und zur Ligandenfeldtheorie zum Dr. rer. nat. promoviert. Ab 1974 studierte Holsboer an der Ludwig-Maximilians-Universität Medizin. Er wurde dort 1979 mit einer biochemischen Arbeit zum Dr. med. promoviert.
Nach Abschluss des Medizinstudiums wurde er 1979 Assistenzarzt an der Nervenklinik der gleichen Universität, wechselte 1981 an die psychiatrische Klinik der Johannes Gutenberg-Universität Mainz, wo er seine Weiterbildung zum Facharzt für Nervenheilkunde abschloss und sich 1984 habilitierte. 1986 erhielt er den Ruf auf den Lehrstuhl für Psychiatrie der Albert-Ludwigs-Universität Freiburg, deren psychiatrische Klinik er von 1987 bis 1989 leitete. 1988 wurde er von der Max-Planck-Gesellschaft zum wissenschaftlichen Mitglied und Direktor des Max-Planck-Instituts für Psychiatrie in München berufen. Er trat diese Stelle 1989 an. Holsboer richtete das Institut in erster Linie auf die Erforschung von Depressionen und Angsterkrankungen aus, insbesondere fokussierte man auf die biochemische und molekulargenetische Ausleuchtung der Regelsysteme für Stresshormone.
2003 gründete er ein Biotechnologie-Unternehmen, Affectis Pharmaceuticals AG (vormals NeuroNova AG), dem er von 2003 bis 2007 als Aufsichtsratsvorsitzender angehörte. Gemeinsam mit dem Finanzunternehmer Carsten Maschmeyer gründete Holsboer im Dezember 2010 die HolsboerMaschmeyer NeuroChemie (HMNC) GmbH, die sich mit der personalisierten Therapie von Depressionen beschäftigt und neue Medikamente gegen Erkrankungen des Nervensystems entwickelt. Seit 2014 ist er CEO der HMNC GmbH. Darüber hinaus ist er Mitglied des medizinischen Beirats der Medical Park AG, Berater der psychosomatischen Klinik Chiemseeblick, Geschäftsführer der gemeinnützigen NeuroNova gGmbH, sowie Mitglied des Verwaltungsrats der schweizerischen DJE Finanz AG. Gemeinsam mit einem Partner führt er eine psychiatrische Praxisgemeinschaft in München.

## Wirken
Florian Holsboers wissenschaftliches Interesse gilt den molekulargenetischen und biochemischen Ursachen von Depression und Angsterkrankungen, Schlafstörungen und der Anpassung an Stress-Situationen. Im Bereich der Neurologie ist ein Interessensgebiet die Multiple Sklerose.
Spätestens seit 2009, so berichtete die Frankfurter Allgemeine Zeitung, wurde bei der internen Evaluation des MPI für Psychiatrie Kritik an Florian Holsboer, insbesondere an seiner Personalführung, geübt. 2013, nach weiterer Kritik, reagierte die Generalverwaltung der Max-Planck-Gesellschaft, indem sie unter anderem das Budget Holsboers blockierte. Holsboer wurde im Juli 2014 emeritiert.
2009 erschien unter dem Titel Biologie für die Seele eine Autobiografie. Die von ihm gestiftete Florian Holsboer Foundation setzt sich für die Entstigmatisierung psychischer Erkrankungen ein. In seinem Podcast „Alles nur im Kopf“ spricht er mit der Moderatorin Ina Tenz über das Thema Mental Health.

## Privates
Er ist mit Daniela Holsboer verheiratet. Das Paar hat eine gemeinsame Tochter.

## Auszeichnungen
- 1997: Gay-Lussac-Humboldt-Preis[5]
- 2003: Anna-Monika-Preis
- 2006: ECNP Neuropsychopharmacology Award
- 2008: Ehrendoktorwürde der Universität Leiden
- 2008: Aschoff-Medaille der Freiburger Medizinischen Gesellschaft
- 2009: Zülch-Preis für seine Verdienste um die biologische Psychiatrie und seine Untersuchungen zur Entstehung und Behandlung der Depression
- 2010: Leloir Preis der argentinischen Staatsregierung
- 2012: Robert Pfleger-Forschungspreis
- 2013: Ehrendoktorwürde der Medizinischen Fakultät der Universität Zürich[6]
- 2014: Wagner-Jauregg-Medaille der Österreichischen Gesellschaft für Neuropsychopharmakologie und Biologische Psychiatrie

## Veröffentlichungen (Auswahl)
- Biologie für die Seele. Mein Weg zur personalisierten Medizin, 2., durchges. Auflage, München: Beck 2009, ISBN 978-3-406-58360-5.
- Florian Holsboer, Andreas Ströhle (Hrsg.): Anxiety and anxiolytic drugs Berlin, Heidelberg, New York: Springer 2005 (Handbook of experimental pharmacology, Vol. 169), ISBN 978-3-540-22568-3.
- (Hrsg.): Handbuch der Psychopharmakotherapie, Heidelberg : Springer 2008, ISBN 978-3-540-20475-6.
- Etwa 900 wissenschaftliche Publikationen; h-Index 147 (Stand August 2023).[7]

## Mitgliedschaften
Holsboer gehört mehreren wissenschaftlichen Organisationen an: Seit 1999 ist er Ehrenmitglied des American College of Psychiatrists, seit 1994 Fellow of the American College of Neuropsychopharmacology, 1999 wurde er in die Deutsche Akademie der Naturforscher Leopoldina gewählt und seit 1991 ist er Honorarprofessor an der Ludwig-Maximilians-Universität München.